# I compagni di Baal (L'Impero delle Ombre)
I compagni di Baal è il secondo album in studio del gruppo musicale italiano L'Impero delle Ombre, pubblicato nel 2011.

## Tracce
1. Compagni di Baal (Overture) - 01:41
2. Diogene - 07:08
3. Divoratori della notte - 06:39
4. Ballata per Liliana - 07:05
5. L'oscura persecuzione - 07:36
6. Cosmochronos - 04:29
7. Sogni di dominio - 06:17
8. La caduta del conte di St. Germain - 04:04
9. Tutti i colori del buio - 02:45

## Formazione
- Giovanni Cardellino - voce
- Giusy Cardellino - voce
- Andrea Cardellino - chitarra
- Oleg Smirnoff - tastiere
- Fabius Oliver - basso
- Dario Petrelli - batteria